# Гамон, Иосиф
Иосиф Гамон (ок. 1450 года, Гранада — декабрь 1518 года) — придворный врач при султанах Баязиде II (1481—1512) и Селиме I (1512—1520).

## Биографические сведения
Родился около 1450 года.
С 1492 года работал в течение 25 лет при султанах Баязете II и Селиме I.
В элегии, составленной на смерть Гамона дамаским раввином Иосифом бен-Меир-Гарсоном, приводится интересный факт ο попытке султана обратить Гамона в ислам. Получив приказ явиться по истечении трёх дней к султану в белой чалме или не показываться вовсе, Гамон по истечении срока предстал перед повелителем без установленного тюрбана, но с кинжалом, заявив, что, если бы он ценил земные блага, он и другие сефарды в Испании давно бы приняли католицизм; за верность иудаизму евреи и были изгнаны оттуда и нашли убежище под скипетром мудрого и справедливого турецкого султана; при всей преданности к нему он не может изменить иудейству и потому предлагает султану заколоть его кинжалом. Султан даровал Гамону жизнь и сохранил ему его выдающееся положение при дворе.
Благодаря близости к султану Гамон оказал много больших услуг евреям.
Умер от болезни в декабре 1518 года, возвратившись из сирийско-палестинской кампании.

## Семья
- Сын — Моисей Гамон.